# Zlagna
Zlagna (deutsch Schlatt, såksesch Schlått, ungarisch Szászzalatna) ist ein Dorf in der Region Siebenbürgen in Rumänien. Es ist Teil der Gemeinde Bârghiș (Bürgisch) und liegt in der Nähe von Agnita (Agnetheln) im nördlichen Teil des Kreises Sibiu.

## Geschichte

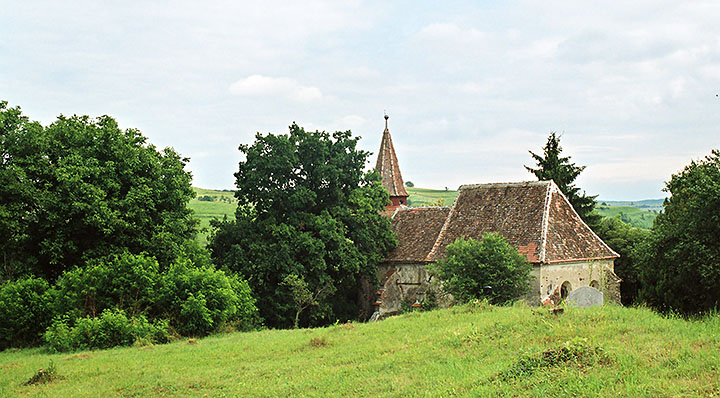
Evangelische Kirche von Schlatt

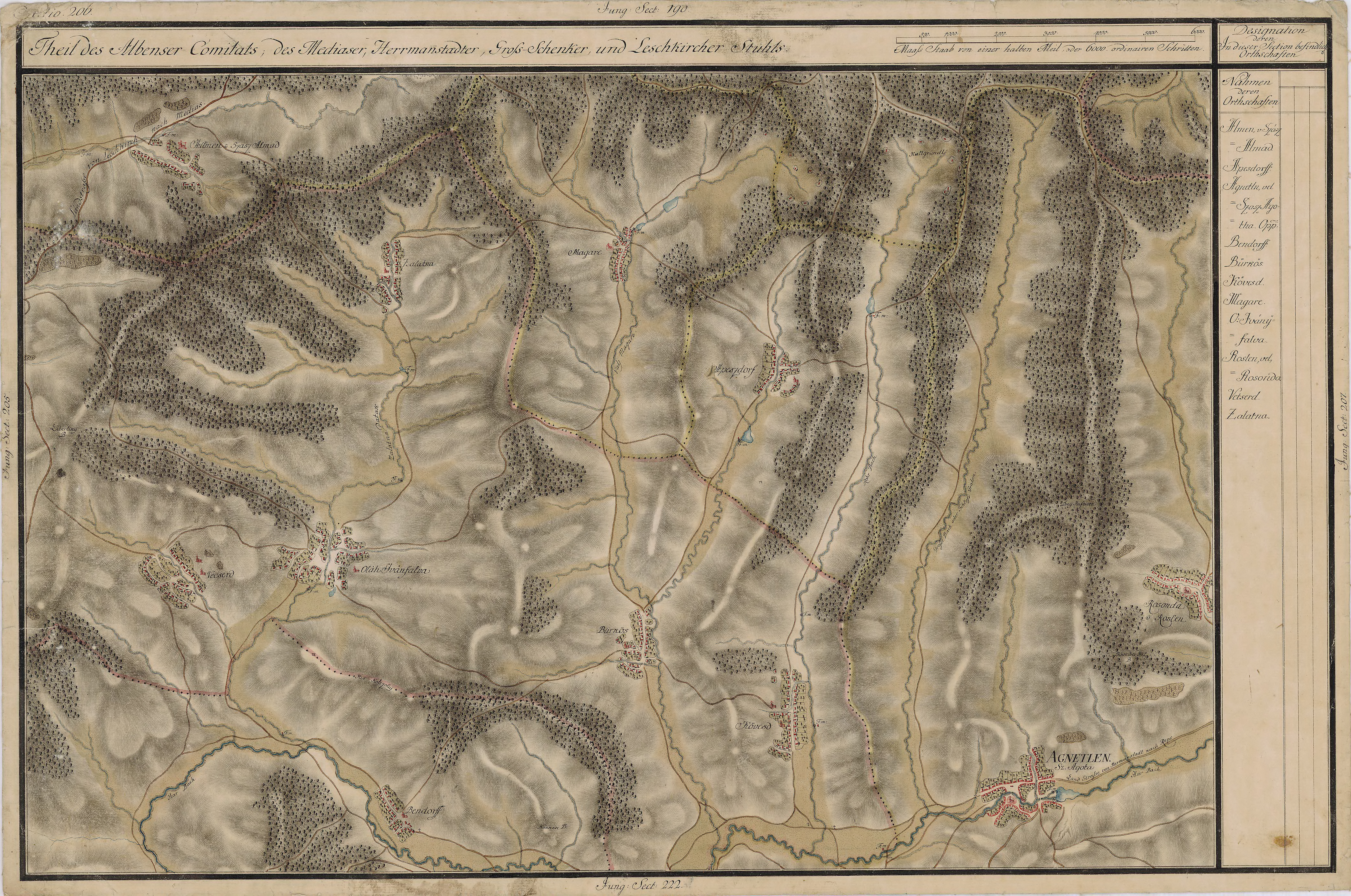
Zalatna (Schlatt) in der Josephinischen Landesaufnahme von Siebenbürgen (1769–1773)

Schlatt wurde um das Jahr 1300 von deutschen Siedlern (Siebenbürger Sachsen) als untertäniges Dorf auf Adelsboden gegründet. Es wird angenommen, dass die Gründung durch sächsische Gräfen aus Alzen und Talmesch erfolgte; es geriet jedoch in den Besitz des Bistums Weißenburg. Die erste urkundliche Erwähnung ist von 1318. In einer weiteren Urkunde von 1336 wird festgehalten, dass Schlatt (als Hörigendorf) inmitten des sächsischen Gebietes der Hermannstädter Provinz der Sieben Stühle liegt.
Nach jahrhundertelangem Frondienst rissen sich die Bewohner, die „Diener mehrerer Herren“ genannt wurden, 1560 vom Weißenburger Domkapitel los, blieben aber Untertanen ungarischer Adliger, denen sie drei Tage pro Woche Frondienst leisten mussten. Die Leibeigenschaft wurde für die Bewohner von Schlatt erst 1856 vollständig abgeschafft.

## Bevölkerung
Der Ort war jahrhundertelang mehrheitlich von Siebenbürger Sachsen bewohnt. Ab der Mitte des 19. Jahrhunderts erlangten die rumänischen Einwohner die Mehrheit. Bis zur Revolution von 1989 lebte noch ein bedeutender Anteil sächsischer Einwohner in Schlatt; danach wanderten die meisten aus. Die Einwohnerzahl, die seit 1930 stetig zurückging, betrug 2002 mit 183 Personen weniger als ein Viertel der von 1930 – damals 789 Personen, davon 491 Rumänen und 298 Deutsche.
Heute ist Zlagna (Schlatt) zusammen mit den Nachbardörfern Apoș (Abtsdorf), Ighișu Vechi (Walachisch-Eibesdorf), Pelișor (Magarei) und Vecerd (Bußthard) administrativ Teil der Großgemeinde Bârghiș.